# 대한민국 인기가요
대한민국 인기가요는 KBS 한민족방송(AM 972, 6015, 1170㎑)과 KBS 3라디오(수도권 FM 104.9㎒, AM 1134㎑)에서 방송되는 가요전문 라디오 프로그램이다. DJ는 박노원 아나운서이며, 생방송은 매일 아침 6시부터 아침 7시까지, 재방송은 매일 밤 12시부터 새벽 1시까지이다.

## 역대 방송시간
| 방송 채널      | 방송 기간                         | 방송 시간 |
| -------------- | --------------------------------- | --- |
| KBS 한민족방송 | 2017년 7월 31일 ~ 현재            | 매일 아침 6:00 ~ 아침 7:00 (동시 생방송), 매일 오전 11:00 ~ 낮 12:00, 매일 오후 2:00 ~ 오후 3:00 (한민족 재방송) |
| KBS 해피FM     | 2017년 7월 31일 ~ 2020년 8월 30일 | 매일 새벽 2:00 ~ 새벽 3:00 (해피FM 본방송)                                                                       |
| KBS 3라디오    | 2019년 6월 10일 ~ 현재            | 매일 아침 6:00 ~ 아침 7:00 (동시 생방송), 매일 밤 12:00 ~ 새벽 1:00 (3R 재방송)                                  |

## 역대 DJ
- 2017년 7월 31일 ~ 2019년 3월 3일 : 이정석
- 2019년 3월 4일 ~ 2021년 1월 3일 : 임지훈
- 2021년 1월 4일 ~ 2023년 11월 26일 : 김희수 아나운서
- 2023년 11월 27일 ~ 2024년 3월 7일 : 김윤지 전 아나운서
- 2024년 3월 8일 ~ 2024년 9월 1일 : 이광용 전 아나운서
- 2024년 9월 2일 ~ : 박노원 아나운서

## 요일별 코너
- (평일) : 가수탐구생활 with 음악평론가 신샘이
- (월) : 한국인이 사랑하는 OST
- (화) : 노래는 나의 인생
- (수) : 트로트 세상
- (목) : 20세기 히트송 ; 주제가 있는 노래
- (금) : 케이팝의 모든 것
- (토) : B면 두 번째 노래 with 박준우 대중음악평론가
- (일) : 신청곡 퍼레이드

## 같이 보기
- KBS
- KBS 한민족방송
- KBS 3라디오